# نوید اخوان
نوید اخوان (زادهٔ ۹ ژوئن ۱۹۸۰ در تهران) خواننده و هنرپیشه آلمانی-ایرانی است که شهرت زیادی در نقش کمدی مجموعه تلویزیونی آلمانی König von Kreuzberg به دست آورد.
از دیگر فیلم‌های او می‌توان به نقش اول در فیلم کمدی سالامی علیکم، پرده برداشتن (Unveiled)، برای یک لحظه آزادی و مجموعه تلویزیونی آلمانی در آخرین ثانیه اشاره کرد.
همچنین او همراه برادر خود، امید، به ساخت موزیک ویدئو نیز می‌پردازد. 
نوید که زادهٔ تهران است، در ۴ سالگی در زمان جنگ ایران و عراق همراه خانواده‌اش از ایران مهاجرت کرد.